# Xã Butler, Quận Scott, Iowa
Xã Butler (tiếng Anh: Butler Township) là một xã thuộc quận Scott, tiểu bang Iowa, Hoa Kỳ. Năm 2010, dân số của xã này là 3.638 người.